# 清河桥
30°33′03″N 119°57′45″E / 30.550822°N 119.962558°E
清河桥俗称孩儿桥，为位于中国浙江省湖州市德清县乾元镇（原德清县城）务前街北端、原县儒学南侧的一座单孔石拱桥，南北向跨县桥河，由知县陈之方始建于北宋治平年間（1064年至1067年）。桥长16米，宽3米，净跨8.6米，栏板镌有祥云浮雕，莲花瓣望柱。